# Tournoi masculin de handball aux Jeux olympiques d'été de 2016
Cet article traite de l'épreuve masculine. Pour la compétition féminine, voir Tournoi féminin de handball aux Jeux olympiques d'été de 2016.
Navigation
Londres 2012 Tokyo 2020
Le tournoi masculin de handball aux Jeux olympiques d'été de 2016 s'est déroulé à Rio de Janeiro du 7 au 21 août 2016.
Malgré une défaite lors de son premier match face au Qatar, vice-champion du monde en titre, la Croatie remporte le groupe A grâce à des victoires probantes face à deux favoris de la compétition, le Danemark et la France. Cette dernière s'est imposé 33-30 face aux Danois lors du dernier de poule pour s'adjuger la deuxième place. Le Qatar n'a en revanche pas confirmé sa victoire initiale et a dû attendre de battre l'Argentine lors du dernier match pour obtenir la 4e et dernière place qualificative. Dans la seconde poule, l'Allemagne, qui vient de faire un retour fracassant en remportant l'Euro 2016 après 9 ans de disette depuis le controversé titre mondial remporté en 2007, confirme en terminant première de sa poule, à égalité de points avec la Slovénie. En terminant troisième de « son » tournoi, le Brésil se qualifie pour la première fois de son histoire en quart de finale olympique en compagnie de la Pologne. En revanche, la Suède n'est pas parvenue a reproduire l'exploit réalisé en 2012 et termine dernière du groupe.
En quarts de finale, les trois premiers matchs sont conformes à la hiérarchie avec les victoires de la France face au Brésil (34-27 grâce à un décisif 7-1 en milieu de seconde période alors que les deux équipes étaient à égalité 22-22), de l'Allemagne face à un Qatar décevant (34-22) et du Danemark face à la Slovénie (37-30). En revanche, le dernier match voit les Polonais, médaillés de bronze au Mondial 2015, renverser les Croates qui ratent pour la première fois l'accès aux demi-finales. Celles-ci sont conclues par deux matchs très serrés : grâce à un but exceptionnel de Daniel Narcisse à la dernière seconde, la France s'impose face à l'Allemagne 29 à 28 tandis que le Danemark doit passer par une prolongation pour écarter la Pologne (29-28). En finale, les Français font figure de favori : ils ont battu les Danois en phase de poule et lors de leurs deux dernières oppositions en finale (au Championnat du monde 2011 puis au Championnat d'Europe 2014), ils postulent à un troisième titre olympique consécutif et ils ont remporté leurs dix dernières finales internationales. Mais les Danois et un Mikkel Hansen intenable (8 buts) ont balayé les espoirs français : menant de deux buts à la mi-temps, le Danemark porte son avance à 5 buts à dix minutes du terme. Si les Français parviennent à recoller à un but (26-25, 57e minute), c'est bien le Danemark qui s'impose 28 à 26 et remporte son premier titre olympique. La France concède ainsi sa première défaite en finale depuis sa première finale au Championnat du monde 1993 : Luc Abalo, Michaël Guigou, Nikola Karabatic, Daniel Narcisse et Thierry Omeyer ne rejoignent donc pas Andreï Lavrov qui reste, alors, encore le seul triple champion olympique de handball. Enfin, dans un match pour la troisième place globalement maîtrisé, l'Allemagne s'adjuge la médaille de bronze aux dépens de la Pologne (31-25).

## Qualifications
| Compétition                                       | Date                           | Lieu                | Places    | Qualifiés        |
| ------------------------------------------------- | ------------------------------ | ------------------- | --------- | ---------------- |
| Pays organisateur                                 | 2 octobre 2009                 | -                   | 1         | Brésil           |
| Championnat du monde 2015                         | 15 janvier au 1er février 2015 | Qatar               | 1         | France           |
| Jeux panaméricains 2015                           | 16 au 25 juillet 2015          | Canada              | 1         | Argentine        |
| Tournoi asiatique de qualification olympique 2015 | 9 au 20 novembre 2015          | Qatar               | 1         | Qatar            |
| Championnat d'Europe 2016                         | 17 au 31 janvier 2016          | Pologne             | 1         | Allemagne        |
| Championnat d'Afrique des nations 2016            | 28 janv.-6 fév. 2016           | Égypte              | 1         | Égypte           |
| Tournoi mondial 1 de qualification olympique 2016 | 6 au 10 avril 2016             | Gdansk ( Pologne)   | 2         | Tunisie Pologne  |
| Tournoi mondial 2 de qualification olympique 2016 | 6 au 10 avril 2016             | Malmö ( Suède)      | 2         | Slovénie Suède   |
| Tournoi mondial 3 de qualification olympique 2016 | 6 au 10 avril 2016             | Herning ( Danemark) | 2         | Danemark Croatie |
| TOTAL                                             | TOTAL                          | TOTAL               | 12 places | 12 places        |

## Phase de groupes
Les douze équipes qualifiées sont réparties en deux poules de six équipes chacune. Au sein de chaque poule, toutes les équipes se rencontrent. Deux points sont attribués pour une victoire, un pour un match nul, et aucun pour une défaite. Les quatre premières équipes de chaque poule sont qualifiées pour les quarts de finale, les autres sont éliminées de la compétition.

### Poule A
Malgré une défaite lors de son premier match face au Qatar, vice-champion du monde en titre, la Croatie remporte le groupe A grâce à des victoires probantes face à deux favoris de la compétition, le Danemark et la France. Cette dernière s'est imposé 33-30 face aux Danois lors du dernier de poule pour s'adjuger la deuxième place. Le Qatar n'a en revanche pas confirmé sa victoire initiale et a dû attendre de battre l'Argentine lors du dernier match pour obtenir la 4e et dernière place qualificative.

#### Classement
|   | Équipe    | Pts | J | G | N | P | Bp  | Bc  | Diff | Dép |
| - | --------- | --- | - | - | - | - | --- | --- | ---- | --- |
| 1 | Croatie   | 8   | 5 | 4 | 0 | 1 | 147 | 134 | 13   | +1  |
| 2 | France    | 8   | 5 | 4 | 0 | 1 | 152 | 126 | 26   | -1  |
| 3 | Danemark  | 6   | 5 | 3 | 0 | 2 | 136 | 127 | 9    | -   |
| 4 | Qatar     | 5   | 5 | 2 | 1 | 2 | 122 | 127 | -5   | -   |
| 5 | Argentine | 2   | 5 | 1 | 0 | 4 | 110 | 126 | -16  | -   |
| 6 | Tunisie   | 1   | 5 | 0 | 1 | 4 | 118 | 145 | -27  | -   |

|  | Qualifié pour les quarts de finale                                                                              |
|  | Éliminé |
|  | Pts points ; Matchs J joués, G gagnés, N nuls, P perdus Bp buts pour ; Bc buts contre ; Diff différence de buts |

#### Matchs
| 7 août 2016 9 h 30 | Croatie  | 23 - 30  | Qatar       | Future Arena, Rio de Janeiro Arbitrage : Raluy López, Sabroso Ramírez |
| 7 août 2016 9 h 30 | Štrlek 5 | (8 - 15) | Marković 10 | Future Arena, Rio de Janeiro Arbitrage : Raluy López, Sabroso Ramírez |
| 7 août 2016 9 h 30 | ×3 ×5    | Rapport  | ×1 ×6       | Future Arena, Rio de Janeiro Arbitrage : Raluy López, Sabroso Ramírez |

| 7 août 2016 14 h 40 | Danemark       | 25 - 19   | Argentine    | Future Arena, Rio de Janeiro Arbitrage : Lah, Sok |
| 7 août 2016 14 h 40 | Hansen, Svan 6 | (10 - 10) | P. Simonet 7 | Future Arena, Rio de Janeiro Arbitrage : Lah, Sok |
| 7 août 2016 14 h 40 | ×3 ×4 ×1       | Rapport   | ×3           | Future Arena, Rio de Janeiro Arbitrage : Lah, Sok |

| 7 août 2016 19 h 50 | France | 25 - 23   | Tunisie | Future Arena, Rio de Janeiro Arbitrage : Geipel, Helbig |
| 7 août 2016 19 h 50 | Mahé 5 | (16 - 11) | Tej 6   | Future Arena, Rio de Janeiro Arbitrage : Geipel, Helbig |
| 7 août 2016 19 h 50 | ×3 ×1  | Rapport   | ×4 ×6   | Future Arena, Rio de Janeiro Arbitrage : Geipel, Helbig |

| 9 août 2016 9 h 30 | Qatar                       | 20 - 35   | France  | Future Arena, Rio de Janeiro Arbitrage : Horáček, Novotný |
| 9 août 2016 9 h 30 | Marković, Capote, Bagarić 4 | (13 - 16) | Abalo 7 | Future Arena, Rio de Janeiro Arbitrage : Horáček, Novotný |
| 9 août 2016 9 h 30 | ×3                          | Rapport   | ×2 ×4   | Future Arena, Rio de Janeiro Arbitrage : Horáček, Novotný |

| 9 août 2016 14 h 40 | Tunisie   | 23 - 31   | Danemark          | Future Arena, Rio de Janeiro Arbitrage : Pinto, Menezes |
| 9 août 2016 14 h 40 | Jallouz 5 | (10 - 16) | Mortensen, Svan 8 | Future Arena, Rio de Janeiro Arbitrage : Pinto, Menezes |
| 9 août 2016 14 h 40 | ×1 ×2 ×1  | Rapport   | ×3                | Future Arena, Rio de Janeiro Arbitrage : Pinto, Menezes |

| 9 août 2016 21 h 50 | Argentine   | 26 - 27   | Croatie  | Future Arena, Rio de Janeiro Arbitrage : Rashed, El-Sayed |
| 9 août 2016 21 h 50 | Fernández 8 | (15 - 14) | Štrlek 7 | Future Arena, Rio de Janeiro Arbitrage : Rashed, El-Sayed |
| 9 août 2016 21 h 50 | ×2 ×4 ×1    | Rapport   | ×4 ×3    | Future Arena, Rio de Janeiro Arbitrage : Rashed, El-Sayed |

| 11 août 2016 9 h 30 | Tunisie     | 25 - 25   | Qatar     | Future Arena, Rio de Janeiro Arbitrage : Hansen, Gjeding |
| 11 août 2016 9 h 30 | Boughanmi 8 | (12 - 11) | Capote 12 | Future Arena, Rio de Janeiro Arbitrage : Hansen, Gjeding |
| 11 août 2016 9 h 30 | ×2 ×6       | Rapport   | ×2 ×5     | Future Arena, Rio de Janeiro Arbitrage : Hansen, Gjeding |

| 11 août 2016 14 h 40 | Danemark | 24 - 27   | Croatie   | Future Arena, Rio de Janeiro Arbitrage : Geipel, Helbig |
| 11 août 2016 14 h 40 | Svan 9   | (12 - 15) | Duvnjak 8 | Future Arena, Rio de Janeiro Arbitrage : Geipel, Helbig |
| 11 août 2016 14 h 40 | ×2 ×3    | Rapport   | ×4 ×5     | Future Arena, Rio de Janeiro Arbitrage : Geipel, Helbig |

| 11 août 2016 21 h 50 | France   | 31 - 24   | Argentine   | Future Arena, Rio de Janeiro Arbitrage : Nachevski, Nikolov |
| 11 août 2016 21 h 50 | Abalo 7  | (17 - 12) | Fernández 8 | Future Arena, Rio de Janeiro Arbitrage : Nachevski, Nikolov |
| 11 août 2016 21 h 50 | ×3 ×4 ×1 | Rapport   | ×2 ×5       | Future Arena, Rio de Janeiro Arbitrage : Nachevski, Nikolov |

| 13 août 2016 11 h 30 | Croatie   | 29 - 28   | France    | Future Arena, Rio de Janeiro Arbitrage : Pálsson, Elíasson |
| 13 août 2016 11 h 30 | Kopljar 6 | (14 - 12) | Guigou 10 | Future Arena, Rio de Janeiro Arbitrage : Pálsson, Elíasson |
| 13 août 2016 11 h 30 | ×4 ×5 ×1  | Rapport   | ×4 ×2     | Future Arena, Rio de Janeiro Arbitrage : Pálsson, Elíasson |

| 13 août 2016 14 h 40 | Danemark | 26 - 25   | Qatar      | Future Arena, Rio de Janeiro Arbitrage : Rashed, El-Sayed |
| 13 août 2016 14 h 40 | Svan 7   | (14 - 14) | Marković 7 | Future Arena, Rio de Janeiro Arbitrage : Rashed, El-Sayed |
| 13 août 2016 14 h 40 | ×4 ×5 ×1 | Rapport   | ×3         | Future Arena, Rio de Janeiro Arbitrage : Rashed, El-Sayed |

| 13 août 2016 21 h 50 | Argentine | 23 - 21   | Tunisie     | Future Arena, Rio de Janeiro Arbitrage : Koo, Lee |
| 13 août 2016 21 h 50 | Pizarro 7 | (14 - 10) | Boughanmi 8 | Future Arena, Rio de Janeiro Arbitrage : Koo, Lee |
| 13 août 2016 21 h 50 | ×1 ×5     | Rapport   | ×1 ×4 ×1    | Future Arena, Rio de Janeiro Arbitrage : Koo, Lee |

| 15 août 2016 14 h 40 | France     | 33 - 30   | Danemark | Future Arena, Rio de Janeiro Arbitrage : Lah, Sok |
| 15 août 2016 14 h 40 | Narcisse 8 | (17 - 16) | Hansen 8 | Future Arena, Rio de Janeiro Arbitrage : Lah, Sok |
| 15 août 2016 14 h 40 | ×2 ×3      | Rapport   | ×3 ×5    | Future Arena, Rio de Janeiro Arbitrage : Lah, Sok |

| 15 août 2016 19 h 50 | Croatie   | 41 - 26   | Tunisie     | Future Arena, Rio de Janeiro Arbitrage : Coulibaly, Diabate |
| 15 août 2016 19 h 50 | Karačić 9 | (25 - 10) | Boughanmi 7 | Future Arena, Rio de Janeiro Arbitrage : Coulibaly, Diabate |
| 15 août 2016 19 h 50 | ×2 ×4     | Rapport   | ×1          | Future Arena, Rio de Janeiro Arbitrage : Coulibaly, Diabate |

| 15 août 2016 21 h 50 | Qatar               | 22 - 18  | Argentine    | Future Arena, Rio de Janeiro Arbitrage : Raluy López, Sabroso Ramírez |
| 15 août 2016 21 h 50 | Capote, Memišević 4 | (12 - 9) | P. Simonet 5 | Future Arena, Rio de Janeiro Arbitrage : Raluy López, Sabroso Ramírez |
| 15 août 2016 21 h 50 | ×3 ×4               | Rapport  | ×4           | Future Arena, Rio de Janeiro Arbitrage : Raluy López, Sabroso Ramírez |

### Poule B
Dans la seconde poule, l'Allemagne, qui vient de faire un retour fracassant en remportant l'Euro 2016 après 9 ans de disette depuis le controversé titre mondial remporté en 2007, confirme en terminant première de sa poule, à égalité de points avec la Slovénie. En terminant troisième de « son » tournoi, le Brésil se qualifie pour la première fois de son histoire en quart de finale olympique en compagnie de la Pologne. En revanche, la Suède n'est pas parvenue a reproduire l'exploit réalisé en 2012 et termine dernière du groupe.

#### Classement
|   | Équipe    | Pts | J | G | N | P | Bp  | Bc  | Diff | Dép |
| - | --------- | --- | - | - | - | - | --- | --- | ---- | --- |
| 1 | Allemagne | 8   | 5 | 4 | 0 | 1 | 153 | 141 | 12   | +3  |
| 2 | Slovénie  | 8   | 5 | 4 | 0 | 1 | 137 | 126 | 11   | -3  |
| 3 | Brésil    | 5   | 5 | 2 | 1 | 2 | 141 | 150 | -9   | -   |
| 4 | Pologne   | 4   | 5 | 2 | 0 | 3 | 139 | 140 | -1   | -   |
| 5 | Égypte    | 3   | 5 | 1 | 1 | 3 | 129 | 143 | -14  | -   |
| 6 | Suède     | 2   | 5 | 1 | 0 | 4 | 132 | 131 | 1    | -   |

|  | Qualifié pour les quarts de finale                                                                              |
|  | Éliminé |
|  | Pts points ; Matchs J joués, G gagnés, N nuls, P perdus Bp buts pour ; Bc buts contre ; Diff différence de buts |

#### Matchs
Remarque : toutes les heures sont locales (UTC−3). En Europe (UTC+2), il faut donc ajouter 5 heures.
| 7 août 2016 11 h 30 | Suède       | 29 - 32   | Allemagne | Future Arena, Rio de Janeiro Arbitrage : Hansen, Gjeding |
| 7 août 2016 11 h 30 | Tollbring 8 | (15 - 18) | Kühn 7    | Future Arena, Rio de Janeiro Arbitrage : Hansen, Gjeding |
| 7 août 2016 11 h 30 | ×4 ×9 ×1    | Rapport   | ×3 ×9     | Future Arena, Rio de Janeiro Arbitrage : Hansen, Gjeding |

| 7 août 2016 16 h 40 | Pologne  | 32 - 34   | Brésil   | Future Arena, Rio de Janeiro Arbitrage : Nachevski, Nikolov |
| 7 août 2016 16 h 40 | Daszek 8 | (13 - 16) | Toledo 7 | Future Arena, Rio de Janeiro Arbitrage : Nachevski, Nikolov |
| 7 août 2016 16 h 40 | ×4 ×5    | Rapport   | ×3 ×6    | Future Arena, Rio de Janeiro Arbitrage : Nachevski, Nikolov |

| 7 août 2016 21 h 50 | Slovénie | 27 - 26   | Égypte     | Future Arena, Rio de Janeiro Arbitrage : Pálsson, Elíasson |
| 7 août 2016 21 h 50 | Janc 8   | (15 - 15) | El-Ahmar 7 | Future Arena, Rio de Janeiro Arbitrage : Pálsson, Elíasson |
| 7 août 2016 21 h 50 | ×3 ×9    | Rapport   | ×4 ×5 ×1   | Future Arena, Rio de Janeiro Arbitrage : Pálsson, Elíasson |

| 9 août 2016 11 h 30 | Allemagne                 | 32 - 29   | Pologne     | Future Arena, Rio de Janeiro Arbitrage : Raluy López, Sabroso Ramírez |
| 9 août 2016 11 h 30 | Gensheimer, Wiede, Kühn 5 | (16 - 14) | Bielecki 10 | Future Arena, Rio de Janeiro Arbitrage : Raluy López, Sabroso Ramírez |
| 9 août 2016 11 h 30 | ×4 ×6 ×1                  | Rapport   | ×3 ×5       | Future Arena, Rio de Janeiro Arbitrage : Raluy López, Sabroso Ramírez |

| 9 août 2016 16 h 40 | Brésil    | 28 - 31   | Slovénie  | Future Arena, Rio de Janeiro Arbitrage : Gjeding, Hansen |
| 9 août 2016 16 h 40 | Chiuffa 8 | (13 - 16) | Janc 6    | Future Arena, Rio de Janeiro Arbitrage : Gjeding, Hansen |
| 9 août 2016 16 h 40 | ×2 ×6     | Rapport   | ×2 ×13 ×2 | Future Arena, Rio de Janeiro Arbitrage : Gjeding, Hansen |

| 9 août 2016 19 h 50 | Égypte  | 26 - 25   | Suède      | Future Arena, Rio de Janeiro Arbitrage : Mousaviyan, Kolahdouzan |
| 9 août 2016 19 h 50 | Sanad 7 | (12 - 13) | Petersen 5 | Future Arena, Rio de Janeiro Arbitrage : Mousaviyan, Kolahdouzan |
| 9 août 2016 19 h 50 | ×4 ×7   | Rapport   | ×3 ×8      | Future Arena, Rio de Janeiro Arbitrage : Mousaviyan, Kolahdouzan |

| 11 août 2016 11 h 30 | Pologne  | 33 - 25   | Égypte   | Future Arena, Rio de Janeiro Arbitrage : Santos, Fonseca |
| 11 août 2016 11 h 30 | Daszek 6 | (16 - 10) | Eissa 6  | Future Arena, Rio de Janeiro Arbitrage : Santos, Fonseca |
| 11 août 2016 11 h 30 | ×4 ×7    | Rapport   | ×3 ×6 ×1 | Future Arena, Rio de Janeiro Arbitrage : Santos, Fonseca |

| 11 août 2016 16 h 40 | Brésil    | 33 - 30   | Allemagne           | Future Arena, Rio de Janeiro Arbitrage : Horáček, Novotný |
| 11 août 2016 16 h 40 | Chiuffa 8 | (17 - 16) | Häfner, Reichmann 6 | Future Arena, Rio de Janeiro Arbitrage : Horáček, Novotný |
| 11 août 2016 16 h 40 | ×2 ×4 ×1  | Rapport   | ×4 ×5 ×1            | Future Arena, Rio de Janeiro Arbitrage : Horáček, Novotný |

| 11 août 2016 19 h 50 | Slovénie       | 29 - 24   | Suède       | Future Arena, Rio de Janeiro Arbitrage : Raluy López, Sabroso Ramírez |
| 11 août 2016 19 h 50 | Janc, Razgor 5 | (14 - 13) | Tollbring 6 | Future Arena, Rio de Janeiro Arbitrage : Raluy López, Sabroso Ramírez |
| 11 août 2016 19 h 50 | ×4 ×7          | Rapport   | ×4 ×6       | Future Arena, Rio de Janeiro Arbitrage : Raluy López, Sabroso Ramírez |

| 13 août 2016 9 h 30 | Slovénie  | 25 - 28   | Allemagne    | Future Arena, Rio de Janeiro Arbitrage : Nachevski, Nikolov |
| 13 août 2016 9 h 30 | Dolenec 6 | (12 - 11) | Gensheimer 6 | Future Arena, Rio de Janeiro Arbitrage : Nachevski, Nikolov |
| 13 août 2016 9 h 30 | ×3 ×6     | Rapport   | ×4 ×8        | Future Arena, Rio de Janeiro Arbitrage : Nachevski, Nikolov |

| 13 août 2016 16 h 40 | Égypte     | 27 - 27   | Brésil                              | Future Arena, Rio de Janeiro Arbitrage : Lah, Sok |
| 13 août 2016 16 h 40 | El-Ahmar 9 | (15 - 13) | Teixeira, Pozzer, Soares, Langaro 4 | Future Arena, Rio de Janeiro Arbitrage : Lah, Sok |
| 13 août 2016 16 h 40 | ×3 ×7      | Rapport   | ×4 ×2                               | Future Arena, Rio de Janeiro Arbitrage : Lah, Sok |

| 13 août 2016 19 h 50 | Suède      | 24 - 25   | Pologne    | Future Arena, Rio de Janeiro Arbitrage : Geipel, Helbig |
| 13 août 2016 19 h 50 | Stenmalm 8 | (13 - 12) | Bielecki 8 | Future Arena, Rio de Janeiro Arbitrage : Geipel, Helbig |
| 13 août 2016 19 h 50 | ×4 ×8      | Rapport   | ×2 ×3      | Future Arena, Rio de Janeiro Arbitrage : Geipel, Helbig |

| 15 août 2016 9 h 30 | Pologne    | 20 - 25   | Slovénie  | Future Arena, Rio de Janeiro Arbitrage : Horáček, Novotný |
| 15 août 2016 9 h 30 | Bielecki 4 | (13 - 13) | Zarabec 7 | Future Arena, Rio de Janeiro Arbitrage : Horáček, Novotný |
| 15 août 2016 9 h 30 | ×2 ×5 ×1   | Rapport   | ×2 ×8     | Future Arena, Rio de Janeiro Arbitrage : Horáček, Novotný |

| 15 août 2016 11 h 30 | Allemagne    | 31 - 25   | Égypte  | Future Arena, Rio de Janeiro Arbitrage : Hansen, Gjeding |
| 15 août 2016 11 h 30 | Gensheimer 7 | (15 - 12) | Sanad 7 | Future Arena, Rio de Janeiro Arbitrage : Hansen, Gjeding |
| 15 août 2016 11 h 30 | ×2 ×9        | Rapport   | ×1 ×3   | Future Arena, Rio de Janeiro Arbitrage : Hansen, Gjeding |

| 15 août 2016 14 h 40 | Suède      | 30 - 19   | Brésil   | Future Arena, Rio de Janeiro Arbitrage : Santos, Fonseca |
| 15 août 2016 14 h 40 | Stenmalm 6 | (16 - 10) | Toledo 4 | Future Arena, Rio de Janeiro Arbitrage : Santos, Fonseca |
| 15 août 2016 14 h 40 | ×4         | Rapport   | ×2 ×3    | Future Arena, Rio de Janeiro Arbitrage : Santos, Fonseca |

## Phase finale
En quarts de finale, les trois premiers matchs sont conformes à la hiérarchie avec les victoires de la France face au Brésil (34-27 grâce à un décisif 7-1 en milieu de seconde période alors que les deux équipes étaient à égalité 22-22), de l'Allemagne face à un Qatar décevant (34-22) et du Danemark face à la Slovénie (37-30). En revanche, le dernier match voit les Polonais, médaillés de bronze au Mondial 2015, renverser les Croates qui ratent pour la première fois l'accès aux demi-finales. 
Celles-ci sont conclues par deux matchs très serrés : grâce à un but exceptionnel de Daniel Narcisse à la dernière seconde, la France s'impose face à l'Allemagne 29 à 28 tandis que le Danemark doit passer par une prolongation pour écarter la Pologne (29-28).
En finale, les Français font figure de favori : ils ont battu les Danois en phase de poule et lors de leurs deux dernières oppositions en finale (au Championnat du monde 2011 puis au Championnat d'Europe 2014), ils postulent à un troisième titre olympique consécutif et ils ont remportés leurs dix dernières finales internationales. Mais les Danois et un Mikkel Hansen intenable (8 buts) ont balayé les espoirs français : menant de deux buts à la mi-temps, le Danemark porte son avance à 5 buts à dix minutes du terme. Si les Français parviennent à recoller à un but (26-25, 57e minute), c'est bien le Danemark qui s'impose 28 à 26 et remporte son premier titre olympique. La France concède ainsi sa première défaite en finale depuis sa première finale au Championnat du monde 1993 : Luc Abalo, Michaël Guigou, Nikola Karabatic, Daniel Narcisse et Thierry Omeyer ne rejoignent donc pas Andreï Lavrov qui reste le seul triple champion olympique de handball. Enfin, dans un match pour la troisième place globalement maîtrisé, l'Allemagne s'adjuge la médaille de bronze aux dépens de la Pologne.
|  | Quarts de finale             | Quarts de finale             |                              |                              | Demi-finales                 | Demi-finales                 |    |  | Finale                       | Finale                       |
|  | Quarts de finale             | Quarts de finale             |                              |                              | Demi-finales                 | Demi-finales                 |    |  | Finale                       | Finale                       |
|  |                              |                              |                              |                              |                              |                              |    |  |                              |                              |
|  | 17 août, 20h30, Future Arena | 17 août, 20h30, Future Arena |                              |                              | 19 août, 20h30, Future Arena | 19 août, 20h30, Future Arena |    |  | 21 août, 14h00, Future Arena | 21 août, 14h00, Future Arena |
|  | 17 août, 20h30, Future Arena | 17 août, 20h30, Future Arena |                              |                              | 19 août, 20h30, Future Arena | 19 août, 20h30, Future Arena |    |  | 21 août, 14h00, Future Arena | 21 août, 14h00, Future Arena |
|  | [A1] Croatie                 | 27                           |                              |                              | 19 août, 20h30, Future Arena | 19 août, 20h30, Future Arena |    |  | 21 août, 14h00, Future Arena | 21 août, 14h00, Future Arena |
|  | [A1] Croatie                 | 27                           |                              |                              | 19 août, 20h30, Future Arena | 19 août, 20h30, Future Arena |    |  | 21 août, 14h00, Future Arena | 21 août, 14h00, Future Arena |
|  | [B4] Pologne                 | 30                           |                              |                              | 19 août, 20h30, Future Arena | 19 août, 20h30, Future Arena |    |  | 21 août, 14h00, Future Arena | 21 août, 14h00, Future Arena |
|  | [B4] Pologne                 | 30                           | Pologne                      | 28                           |                              |                              |    |  | 21 août, 14h00, Future Arena | 21 août, 14h00, Future Arena |
|  | 17 août, 17h00, Future Arena |                              | Pologne                      | 28                           |                              |                              |    |  | 21 août, 14h00, Future Arena | 21 août, 14h00, Future Arena |
|  |                              | Danemark                     | 29ap                         |                              |                              |                              |    |  | 21 août, 14h00, Future Arena | 21 août, 14h00, Future Arena |
|  | [A3] Danemark                | Danemark                     | 29ap                         | 37                           |                              |                              |    |  | 21 août, 14h00, Future Arena | 21 août, 14h00, Future Arena |
|  | [A3] Danemark                |                              |                              | 37                           |                              |                              |    |  | 21 août, 14h00, Future Arena | 21 août, 14h00, Future Arena |
|  | [B2] Slovénie                | 30                           |                              |                              |                              |                              |    |  | 21 août, 14h00, Future Arena | 21 août, 14h00, Future Arena |
|  | [B2] Slovénie                | 30                           | Danemark                     | 28                           |                              |                              |    |  |                              |                              |
|  | 17 août, 10h00, Future Arena |                              | Danemark                     | 28                           |                              |                              |    |  |                              |                              |
|  |                              | France                       | 26                           |                              |                              |                              |    |  |                              |                              |
|  | [B3] Brésil                  | France                       | 26                           | 27                           |                              |                              |    |  |                              |                              |
|  | [B3] Brésil                  | 19 août, 15h30, Future Arena |                              | 27                           |                              |                              |    |  |                              |                              |
|  | [A2] France                  | 34                           |                              |                              |                              |                              |    |  |                              |                              |
|  | [A2] France                  | 34                           | France                       | 29                           |                              |                              |    |  |                              |                              |
|  | 17 août, 13h30, Future Arena | 17 août, 13h30, Future Arena | France                       | 29                           | Match pour la 3e place       | Match pour la 3e place       |    |  |                              |                              |
|  | 17 août, 13h30, Future Arena | 17 août, 13h30, Future Arena |                              | Allemagne                    | Match pour la 3e place       | Match pour la 3e place       | 28 |  |                              |                              |
|  | [B1] Allemagne               | 34                           | 21 août, 10h30, Future Arena | 21 août, 10h30, Future Arena |                              |                              | 28 |  |                              |                              |
|  | [B1] Allemagne               | 34                           | 21 août, 10h30, Future Arena | 21 août, 10h30, Future Arena |                              |                              |    |  |                              |                              |
|  | [A4] Qatar                   | 22                           |                              | Pologne                      | 25                           |                              |    |  |                              |                              |
|  | [A4] Qatar                   | 22                           |                              | Pologne                      | 25                           |                              |    |  |                              |                              |
|  |                              |                              |                              |                              |                              |                              |    |  | Allemagne                    | 31                           |
|  |                              |                              |                              |                              |                              |                              |    |  | Allemagne                    | 31                           |

### Quarts de finale
| 17 août 2016 10 h 00 | France   | 34 - 27   | Brésil       | Future Arena, Rio de Janeiro Arbitrage : Horáček, Novotný |
| 17 août 2016 10 h 00 | Guigou 8 | (16 - 16) | dos Santos 7 | Future Arena, Rio de Janeiro Arbitrage : Horáček, Novotný |
| 17 août 2016 10 h 00 | ×2 ×3    | Rapport   | ×3 ×4        | Future Arena, Rio de Janeiro Arbitrage : Horáček, Novotný |

| 17 août 2016 13 h 30 | Allemagne                      | 34 - 22   | Qatar    | Future Arena, Rio de Janeiro Affluence : 7 518 Arbitrage : Lah, Sok |
| 17 août 2016 13 h 30 | Gensheimer, Reichmann, Wiede 5 | (16 - 12) | Capote 9 | Future Arena, Rio de Janeiro Affluence : 7 518 Arbitrage : Lah, Sok |
| 17 août 2016 13 h 30 | ×3 ×5                          | Rapport   | ×3 ×1    | Future Arena, Rio de Janeiro Affluence : 7 518 Arbitrage : Lah, Sok |

| 17 août 2016 17 h 00 | Danemark       | 37 - 30   | Slovénie       | Future Arena, Rio de Janeiro Affluence : 7 435 Arbitrage : Raluy López, Sabroso Ramírez |
| 17 août 2016 17 h 00 | Svan, Hansen 8 | (16 - 13) | Janc, Bezjak 6 | Future Arena, Rio de Janeiro Affluence : 7 435 Arbitrage : Raluy López, Sabroso Ramírez |
| 17 août 2016 17 h 00 | ×3 ×5          | Rapport   | ×4 ×8          | Future Arena, Rio de Janeiro Affluence : 7 435 Arbitrage : Raluy López, Sabroso Ramírez |

| 17 août 2016 20 h 30 | Croatie            | 27 - 30   | Pologne     | Future Arena, Rio de Janeiro Affluence : 8 265 Arbitrage : Geipel, Helbig |
| 17 août 2016 20 h 30 | Stepančić, Čupić 7 | (14 - 18) | Bielecki 12 | Future Arena, Rio de Janeiro Affluence : 8 265 Arbitrage : Geipel, Helbig |
| 17 août 2016 20 h 30 | ×4 ×2 ×1           | Rapport   | ×2          | Future Arena, Rio de Janeiro Affluence : 8 265 Arbitrage : Geipel, Helbig |

### Demi-finales
| 19 août 2016 15 h 30 | France     | 29 - 28   | Allemagne     | Future Arena, Rio de Janeiro Affluence : 8 795 Arbitrage : Hansen, Gjeding |
| 19 août 2016 15 h 30 | Narcisse 7 | (16 - 13) | Gensheimer 11 | Future Arena, Rio de Janeiro Affluence : 8 795 Arbitrage : Hansen, Gjeding |
| 19 août 2016 15 h 30 | ×3 ×4      | Rapport   | ×3 ×5         | Future Arena, Rio de Janeiro Affluence : 8 795 Arbitrage : Hansen, Gjeding |

| 19 août 2016 20 h 30 | Pologne       | 28 - 29 (ap)       | Danemark  | Future Arena, Rio de Janeiro Affluence : 8 689 Arbitrage : Horáček, Novotný |
| 19 août 2016 20 h 30 | Bielecki 7    | (15 - 16, 25 - 25) | Hansen 10 | Future Arena, Rio de Janeiro Affluence : 8 689 Arbitrage : Horáček, Novotný |
| 19 août 2016 20 h 30 | Prol. : 4 - 5 |                    |           | Future Arena, Rio de Janeiro Affluence : 8 689 Arbitrage : Horáček, Novotný |
| 19 août 2016 20 h 30 | ×4 ×3         | Rapport            | ×3        | Future Arena, Rio de Janeiro Affluence : 8 689 Arbitrage : Horáček, Novotný |

### Match pour la médaille de bronze
| 21 août 2016 10 h 30 | Pologne               | 25 - 31   | Allemagne   | Future Arena, Rio de Janeiro Affluence : 7 589 Arbitrage : Horáček, Novotný |
| 21 août 2016 10 h 30 | Lijewski, Krajewski 5 | (13 - 17) | Reichmann 7 | Future Arena, Rio de Janeiro Affluence : 7 589 Arbitrage : Horáček, Novotný |
| 21 août 2016 10 h 30 | ×1 ×5                 | Rapport   | ×3 ×5       | Future Arena, Rio de Janeiro Affluence : 7 589 Arbitrage : Horáček, Novotný |

### Finale
| 21 août 2016 14 h 00 | Danemark | 28 - 26   | France   | Future Arena, Rio de Janeiro Affluence : 9 978 Arbitrage : Raluy López, Sabroso Ramírez |
| 21 août 2016 14 h 00 | Hansen 8 | (16 - 14) | Guigou 6 | Future Arena, Rio de Janeiro Affluence : 9 978 Arbitrage : Raluy López, Sabroso Ramírez |
| 21 août 2016 14 h 00 | ×2 ×4    | Rapport   | ×3 ×2    | Future Arena, Rio de Janeiro Affluence : 9 978 Arbitrage : Raluy López, Sabroso Ramírez |

## Classement final
| Rang                                | Équipe    | J | G | N | P | Bp  | Bc  | Diff | Commentaire                   |  |
| ----------------------------------- | --------- | - | - | - | - | --- | --- | ---- | ----------------------------- |  |
| Médaille d'or, Jeux olympiques      | Danemark  | 8 | 6 | 0 | 2 | 230 | 211 | 19   | Vainqueur de la finale        |  |
| Médaille d'argent, Jeux olympiques  | France    | 8 | 6 | 0 | 2 | 241 | 209 | 32   | Perdant de la finale          |  |
| Médaille de bronze, Jeux olympiques | Allemagne | 8 | 6 | 0 | 2 | 246 | 217 | 29   | Vainqueur de la petite finale |  |
| 4                                   | Pologne   | 8 | 3 | 0 | 5 | 222 | 227 | -5   | Perdant de la petite finale   |  |
|                                     |           |   |   |   |   |     |     |      |                               |  |
| 5                                   | Croatie   | 6 | 4 | 0 | 2 | 174 | 164 | 10   | Éliminé en quart de finale    |  |
| 6                                   | Slovénie  | 6 | 4 | 0 | 2 | 167 | 163 | 4    | Éliminé en quart de finale    |  |
| 7                                   | Brésil    | 6 | 2 | 1 | 3 | 168 | 184 | -16  | Éliminé en quart de finale    |  |
| 8                                   | Qatar     | 6 | 2 | 1 | 3 | 144 | 161 | -17  | Éliminé en quart de finale    |  |
|                                     |           |   |   |   |   |     |     |      |                               |  |
| 9                                   | Égypte    | 5 | 1 | 1 | 3 | 129 | 143 | -14  | 5e de groupe                  |  |
| 10                                  | Argentine | 5 | 1 | 0 | 4 | 110 | 126 | -16  | 5e de groupe                  |  |
|                                     |           |   |   |   |   |     |     |      |                               |  |
| 11                                  | Suède     | 5 | 1 | 0 | 4 | 132 | 131 | +1   | 6e de groupe                  |  |
| 12                                  | Tunisie   | 5 | 0 | 1 | 4 | 118 | 145 | -27  | 6e de groupe                  |  |

## Statistiques et récompenses

### Équipe-type
| Landin Gensheimer Sorhaindo Svan Hansen Karabatic Porte Meilleur joueur : Hansen Meilleur gardien : Heinevetter (40,0 %) Meilleur buteur : Bielecki (55 buts)               |
| Équipe-type des Jeux olympiques de 2016 |
| · Landin · Gensheimer · Sorhaindo · Svan · Hansen · Karabatic · Porte Meilleur joueur : Hansen Meilleur gardien : Heinevetter (40,0 %) Meilleur buteur : Bielecki (55 buts) |

Pour la première fois dans l'histoire des Jeux olympiques, le titre meilleur joueur du tournoi est désigné :
- Meilleur joueur (MVP) : Mikkel Hansen ( Danemark)

L'équipe du tournoi, aussi appelée « All-star team », désigne les sept meilleurs joueurs du tournoi à leur poste respectif.
Lors des Jeux olympiques de 2016, les joueurs la composant sont :
- Meilleur gardien de but : Niklas Landin Jacobsen ( Danemark)
- Meilleur ailier gauche : Uwe Gensheimer ( Allemagne)
- Meilleur arrière gauche : Mikkel Hansen ( Danemark)
- Meilleur demi-centre : Nikola Karabatic ( France)
- Meilleur pivot : Cédric Sorhaindo ( France)
- Meilleur arrière droit : Valentin Porte ( France)
- Meilleur ailier droit : Lasse Svan Hansen ( Danemark)

### Statistiques
Les meilleurs buteurs sont :
| Rang | Joueur            | Nation    | Buts | Tirs | %      | 7 m   | MJ | Moy. |
| ---- | ----------------- | --------- | ---- | ---- | ------ | ----- | -- | ---- |
| 1    | Karol Bielecki    | Pologne   | 55   | 87   | 63,2 % | 21/27 | 8  | 6,9  |
| 2    | Mikkel Hansen     | Danemark  | 54   | 87   | 62,1 % | 15/17 | 8  | 6,8  |
| 3    | Uwe Gensheimer    | Allemagne | 49   | 62   | 79,0 % | 20/24 | 8  | 6,1  |
| 3    | Lasse Svan Hansen | Danemark  | 49   | 70   | 70,0 % | -     | 8  | 6,1  |
| 5    | Tobias Reichmann  | Allemagne | 41   | 50   | 82,0 % | 2/2   | 8  | 5,1  |
| 6    | Rafael Capote     | Qatar     | 40   | 66   | 61,0 % | -     | 6  | 6,7  |
| 7    | Michaël Guigou    | France    | 39   | 52   | 75,0 % | 19/26 | 8  | 4,9  |
| 8    | Michał Daszek     | Pologne   | 33   | 43   | 76,7 % | -     | 8  | 4,1  |
| 8    | Žarko Marković    | Qatar     | 33   | 70   | 47,0 % | 11/13 | 6  | 5,5  |
| 10   | Daniel Narcisse   | France    | 32   | 44   | 72,7 % | -     | 8  | 4,0  |
| 10   | Valentin Porte    | France    | 32   | 49   | 65,3 % | 0/1   | 8  | 4,0  |

 Membre de l'équipe-type.
Les meilleurs gardiens en pourcentage d'arrêts sont :
| Rang | Joueur                 | Nation    | %      | Arrêts | Tirs | MJ | Moy. | Buts |
| ---- | ---------------------- | --------- | ------ | ------ | ---- | -- | ---- | ---- |
| 1    | Silvio Heinevetter     | Allemagne | 40,0 % | 26     | 65   | 8  | 3,3  | 0/0  |
| 2    | Danijel Šarić          | Qatar     | 35,0 % | 55     | 157  | 6  | 9,2  | 0/0  |
| 3    | Mikael Appelgren       | Suède     | 34,3 % | 24     | 70   | 5  | 4,8  | 0/0  |
| 4    | Piotr Wyszomirski      | Pologne   | 34,2 % | 67     | 196  | 8  | 8,4  | 3/5  |
| 5    | Thierry Omeyer         | France    | 33,6 % | 75     | 223  | 8  | 9,4  | 2/4  |
| 6    | Marouène Maggaiez      | Tunisie   | 32,7 % | 50     | 153  | 5  | 10,0 | 0/0  |
| 7    | Matías Schulz          | Argentine | 31,0 % | 45     | 145  | 5  | 9,0  | 0/1  |
| 8    | Ivan Stevanović        | Croatie   | 30,7 % | 35     | 114  | 6  | 5,8  | 0/1  |
| 9    | Andreas Wolff          | Allemagne | 30,3 % | 69     | 228  | 8  | 8,6  | 4/4  |
| 10   | Maik dos Santos (en)   | Brésil    | 29,2 % | 50     | 171  | 6  | 8,3  | 3/6  |
| 11   | Niklas Landin Jacobsen | Danemark  | 28,0 % | 54     | 193  | 8  | 6,0  | 1/1  |

Les meilleurs passeurs sont :
| Rang | Joueur             | Nation    | Passes | MJ | Moy. |
| ---- | ------------------ | --------- | ------ | -- | ---- |
| 1    | Domagoj Duvnjak    | Croatie   | 26     | 6  | 4,3  |
| 2    | Valentin Porte     | France    | 24     | 8  | 3,0  |
| 3    | Mikkel Hansen      | Danemark  | 23     | 8  | 2,9  |
| 4    | Nikola Karabatic   | France    | 21     | 8  | 2,6  |
| 5    | Uroš Zorman        | Slovénie  | 17     | 6  | 2,8  |
| 5    | Fabian Wiede       | Allemagne | 17     | 8  | 2,1  |
| 7    | Thiagus dos Santos | Brésil    | 16     | 6  | 2,7  |
| 7    | Adrien Dipanda     | France    | 16     | 8  | 2,0  |
| 7    | Daniel Narcisse    | France    | 16     | 8  | 2,0  |
| 10   | Mohamed Soussi     | Tunisie   | 15     | 5  | 3,0  |
| 10   | Krzysztof Lijewski | Pologne   | 15     | 8  | 1,9  |